# Штамм «Андромеда» (фильм, 1971)
«Штамм „Андроме́да“» (англ. The Andromeda Strain) — научно-фантастический художественный фильм, снятый режиссёром Робертом Уайзом в 1971 году. Экранизация одноимённого романа Майкла Крайтона.

## Сюжет
Американский военный спутник, разыскивающий в космосе образцы неизвестных микроорганизмов для создания нового бактериологического оружия, вышел из строя и упал на городок Пидмонт в Аризоне. Почти все жители городка умерли, в живых остались только старик и младенец. Для предотвращения всемирной эпидемии военные собрали группу лучших биологов и разместили их на секретной базе «Лесной пожар» (англ. Wildfire). Цель учёных — выяснить, что представляет собой опасный микроорганизм и как с ним бороться.
Исследования на лабораторных животных и выживших показали, что организм является совершенно необычной формой внеземной жизни — размножающимися и подверженными мутации кристаллами. Штамм начинает распространяться в земной атмосфере, истребитель ВВС США саморазрушается в воздухе и падает. Вирус неожиданно мутирует и разрушает резиновые прокладки, один из учёных оказывается в заражённой зоне, но не умирает. Холл догадывается, что вирус проявляет летальные свойства только в крови с нормальными показателями pH. Старик употреблял спиртное, а младенец постоянно орал, поэтому pH их крови был изменён. Вирус заражает целый уровень, срабатывает система самоуничтожения, инициирующая взрыв находящегося в основании комплекса ядерного устройства. Исследователи понимают, что ядерный взрыв приведёт к взрывному росту вируса и появлению тысяч мутаций, каждая из которых будет убивать по-своему. Автоматика блокирует 5-й уровень и доктор Холл по центральной шахте пробирается к другим уровням. Автоматические пистолеты обстреливают его лазерными лучами, один из лучей пронзает его голову. Дезориентированный Холл в шоковом состоянии добирается до пульта на третьем уровне и отключает систему самоликвидации. Ветер несёт облака с теперь уже безвредным вирусом к океану, морская вода неминуемо убьёт весь вирус.

## В ролях
- Артур Хилл — доктор Джереми Стоун
- Дэвид Уэйн — доктор Чарльз Даттон
- Джеймс Олсон — доктор Марк Холл
- Кейт Рид — доктор Рут Ливитт
- Пола Келли — Карен Энсон
- Джордж Митчелл — Джексон
- Рамон Биери — майор Манчек
- Питер Хоббс — генерал Спаркс
- Кермит Мёрдок — доктор Робертсон
- Ричард О’Брайен — Граймс
- Эрик Кристмас — сенатор из Вермонта
- Ричард Булл — майор ВВС

В титрах не указаны

- Гленн Ланган — секретарь[3]
- Дон Мессик — сигнал тревоги (озвучивание)

## Создание
Фильм является экранизацией ещё тогда недавно вышедшего одноимённого романа Майкла Крайтона. Права на экранизацию романа были выкуплены Universal за 250 000 долларов. Съёмки вымышленного посёлка Пидмонта проходили в Шафтере, штате Техас.
Состав главных героев претерпел изменения, в частности, одного из учёных Питера Ливитта из романа заменили женщиной Рут Ливитт. Предложение о смене пола последовало от сценариста Нельсона Гиддинга, от которого Уайз однако был не в восторге, во многом из-за того, что по изначальной задумке героиня Рут выполняла роль декоративного и сексуально-привлекательного персонажа наподобие героини из фильма 1966 года «Фантастическое путешествие» в исполнении секс-символа 1960-х годов Ракель Уэлч. После дальнейшего обсуждения данного вопроса о добавлении женского персонажа было решено расспросить у учёных, которые оказались в восторге от данной идеи. В конце концов, Уайз оказался сам крайне заинтересован в добавлении женщины-учёного, но в наиболее «достоверном» образе, по словам режиссёра, Рут в итоге получилась самым интересным персонажем в фильме. Ещё одним незначительным изменением стал персонаж Бертона в романе, который стал Чарльзом Даттоном в фильме; причина изменения имени не указана.
«Штамм Андромеды» был одним из первых фильмов, в котором использовались передовые компьютерные (или оптические) фотографические визуальные эффекты. Над спецэффектами работал Дуглас Трамбалл, раннее работавший над эффектами для «Космической одиссеи 2001 года» вместе с Джеймсом Шуртом и Альбертом Уитлоком, работавшим над фильмом «Птицы». По сообщениям, 250 000 долларов из выделенного бюджета для фильма в размере 6,5 миллиона долларов были использованы для создания спецэффектов, включая симуляцию Трамбуллом электронного микроскопа.
Среди визуальных эффектов также выделяется компьютерная визуализация трёхмерного изображения вращающейся структуры пятиэтажной цилиндрической подземной лаборатории в невадской пустыне, что можно описать, как самый ранней образец CGI в фильме.

## Кассовые сборы и оценки
«Штамм Андромеды» имел умеренный кассовый успех. Фильм, снятый при относительно высоком бюджете в 6,5 млн долларов, собрал 12 376 563 долларов в США, то есть прибыль составила 8,2 миллиона долларов после проката фильма в кинотеатрах.. Это был 16-й самый кассовый фильм 1971 года.
Оценки критиков относительно фильма были неоднозначными. Часть рецензентов похвалили фильм за его уважение к роману-первоисточнику, другая часть критиков назвала фильм слишком скучным и затянутым. На обзорном сайте агрегатора Rotten Tomatoes фильм получил рейтинг одобрения 62 %, основанный на 26 отзывах, со средней оценкой 6,3 балла из 10.
В исследовании Американского общества инфекционных болезней, опубликованной в 2003 году, отмечается, что фильм «Штамм Андромеды» является «наиболее значительным, научно точным из всех фильмов данного жанра [вируса-убийцы]… он точно описывает внешний вид смертоносного агента, его воздействия, средства, принимаемые учёными по его сдерживанию, и, наконец, работа по его выявлению и разъяснению того, почему определённые люди имеют иммунную защиту от него».

## Номинации
- 1972 — две номинации на премию «Оскар»: лучший монтаж (Стюарт Гилмор, Джон Холмс) и лучшая работа художников и декораторов (Борис Левен, Уильям Тунтке, Руби Левитт).
- 1972 — номинация на премию «Золотой глобус» за лучшую оригинальную музыку (Джил Мелле).
- 1972 — номинация на премию «Хьюго» за лучшую постановку.